# Iglu

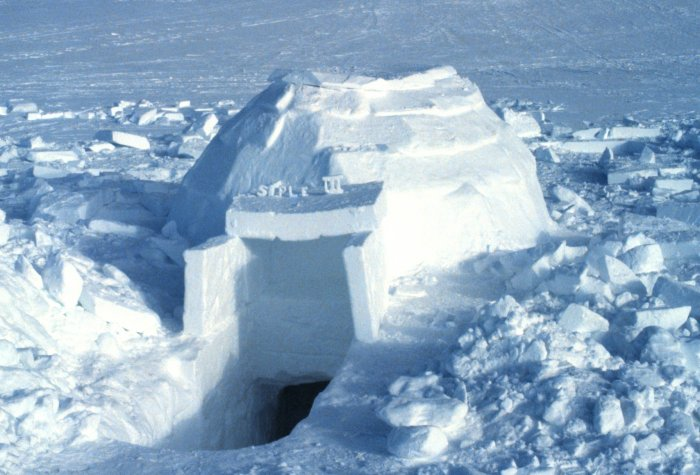
Un iglu de dimensiuni medii, aproape terminat.

Un iglu (Limba inuită: iglu) este o clădire construită din blocuri de gheață care în general are formă de dom. Igluurile sunt refugii tradiționale ale eschimoșilor și erau folosite de vânătorii acestei etnii în timpul verii. În limba inuită cuvântul iglu înseamnă locuință, orice fel de locuință indiferent de materialul din care este construită, în contrast cu semnificația din limba română care se referă strict la clădirile din zăpada culeasă de eschimoși. 
Construcția igluurilor este ieftină și ușor de realizat și rezultă o alternativă convenabilă zonelor reci. Cel mai adesea sunt folosite ca adăposturi provizorii dar în unele cazuri, când dimensiunile permit, pot fi folosite și ca locuințe permanente.

## Tipuri de igluuri
În general, există trei tipuri de igluuri după funcția pe care o au:
- de mărime mediocră, care în general este folosit ca adăpost de noapte de către vânători. În general au o folosință scurtă în timp după care sunt părăsite.
- de mărime avantajoasă, iglu folosit de către o familie având  trei încăperi și se folosește temporar sau frecvent
- de mărime mare, igluuri cu mai multe camere sau grupuri de igluuri mici sau mijlocii legate între ele prin tunele. În general aceste igluuri au caracter permanent.

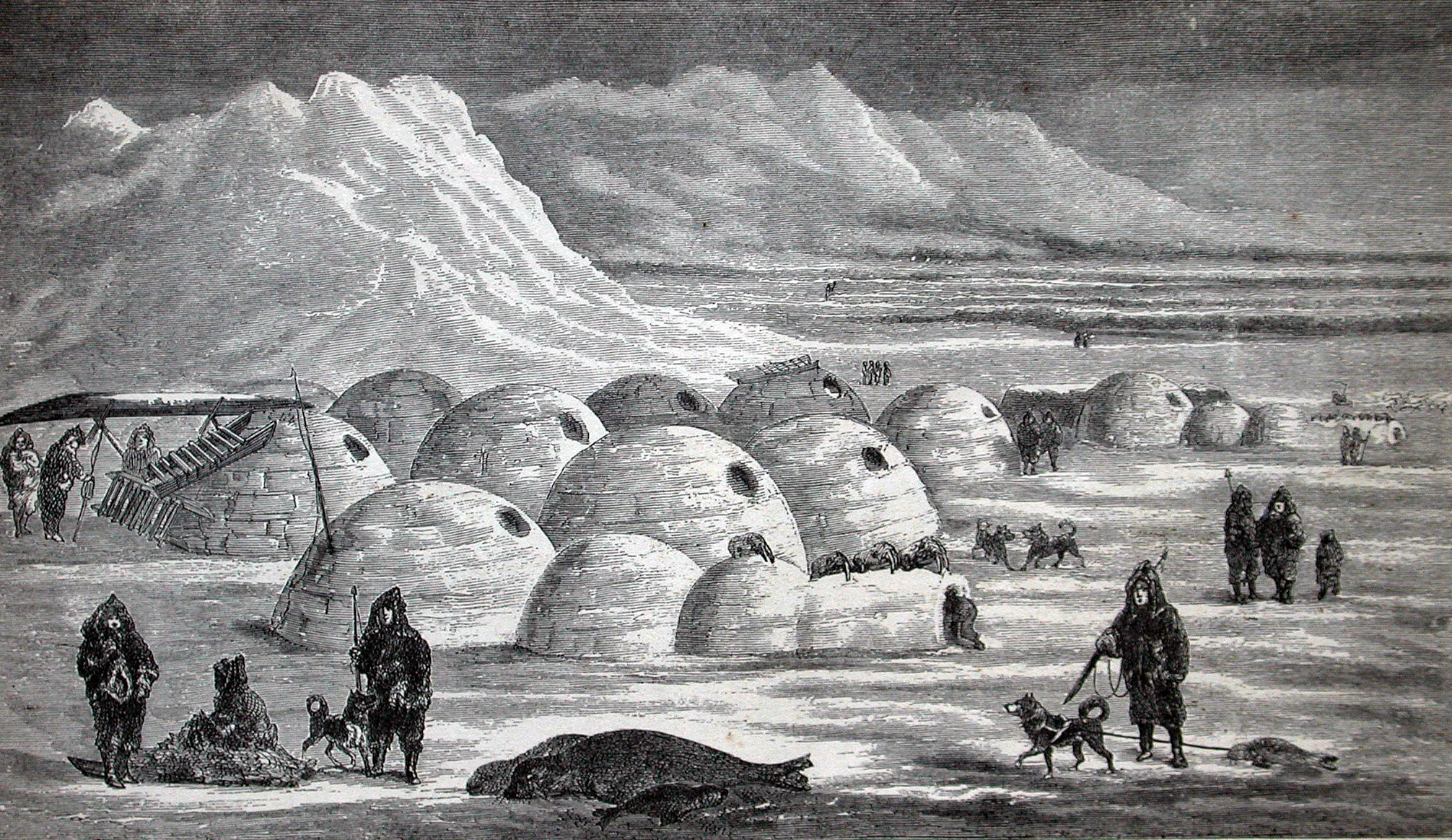
Sat inuit în Golful Frobisher